# Херт (Вирџинија)
Херт (Вирџинија) (енгл. Hurt) град је у америчкој савезној држави Вирџинија. По попису становништва из 2010. у њему је живело 1.304 становника.

## Демографија
Према попису становништва из 2010. у граду је живело 1.304 становника, што је 28 (2,2%) становника више него 2000. године.
| Група             | 2000.         | 2010.         |
| Белци             | 1.095 (85,8%) | 1.098 (84,2%) |
| Афроамериканци    | 154 (12,1%)   | 185 (14,2%)   |
| Азијати           | 5 (0,4%)      | 6 (0,5%)      |
| Хиспаноамериканци | 12 (0,9%)     | 10 (0,8%)     |
| Укупно            | 1.276         | 1.304         |